# Jacob Kiplimo
Jacob Kiplimo (Binyiny, 14 novembre 2000) è un mezzofondista ugandese campione mondiale di mezza maratona nel 2020.

## Biografia
Ha rappresentato la propria nazione ai Giochi olimpici di Rio de Janeiro 2016 quando non aveva ancora 16 anni, venendo eliminato nella batteria dei 5000 m piani.
Il 31 dicembre 2018 vince la San Silvestre Vallecana in 26'41", tempo inferiore al record mondiale dei 10 km su strada, tuttavia non omologato a causa della leggera discesa del percorso. Il 21 novembre 2021 realizza il record mondiale della mezza maratona a Lisbona, correndo in 57'31".

## Palmarès
| Anno | Manifestazione             | Sede           | Evento         | Risultato | Prestazione | Note                                                         |
| ---- | -------------------------- | -------------- | -------------- | --------- | ----------- | ------------------------------------------------------------ |
| 2016 | Mondiali U20               | Bydgoszcz      | 10000 m piani  | Bronzo    | 27'26"68    | Miglior prestazione personale                                |
| 2016 | Giochi olimpici            | Rio de Janeiro | 5000 m piani   | Batteria  | 13'30"40    |                                                              |
| 2017 | Mondiali di cross          | Kampala        | Corsa U20      | Oro       | 22'40"      |                                                              |
| 2017 | Mondiali di cross          | Kampala        | A squadre      | 4º        | 59 p.       |                                                              |
| 2017 | Mondiali                   | Londra         | 5000 m piani   | Batteria  | 13'30"92    |                                                              |
| 2018 | Giochi del Commonwealth    | Gold Coast     | 10000 m piani  | 4º        | 27'30"25    | Miglior prestazione personale stagionale                     |
| 2018 | Mondiali U20               | Tampere        | 5000 m piani   | 6º        | 13'23"35    |                                                              |
| 2018 | Mondiali U20               | Tampere        | 10000 m piani  | Argento   | 27'40"36    |                                                              |
| 2019 | Mondiali di cross          | Aarhus         | Corsa seniores | Argento   | 31'44"      |                                                              |
| 2019 | Mondiali di cross          | Aarhus         | A squadre      | Oro       | 20 p.       |                                                              |
| 2020 | Mondiali di mezza maratona | Gdynia         | Mezza maratona | Oro       | 58'49"      | Record dei campionati · Record nazionale                     |
| 2020 | Mondiali di mezza maratona | Gdynia         | A squadre      | Bronzo    | 2h58'39"    |                                                              |
| 2021 | Giochi olimpici            | Tokyo          | 5000 m piani   | 5º        | 13'02"40    |                                                              |
| 2021 | Giochi olimpici            | Tokyo          | 10000 m piani  | Bronzo    | 27'43"88    |                                                              |
| 2022 | Mondiali                   | Eugene         | 10000 m piani  | Bronzo    | 27'27"97    | Miglior prestazione personale stagionale                     |
| 2022 | Giochi del Commonwealth    | Birmingham     | 5000 m piani   | Oro       | 13'08"08    | Miglior prestazione personale stagionale                     |
| 2022 | Giochi del Commonwealth    | Birmingham     | 10000 m piani  | Oro       | 27'09"19    | Record dei Giochi · Miglior prestazione personale stagionale |
| 2023 | Mondiali di cross          | Bathurst       | Corsa seniores | Oro       | 29'17"      |                                                              |
| 2023 | Mondiali di cross          | Bathurst       | A squadre      | Bronzo    | 37 p.       |                                                              |
| 2024 | Mondiali di cross          | Belgrado       | Corsa seniores | Oro       | 28'09"      |                                                              |
| 2024 | Mondiali di cross          | Belgrado       | A squadre      | Argento   | 31 p.       |                                                              |
| 2024 | Giochi Olimpici            | Parigi         | 10000 m piani  | 8º        | 26'46"39    | Miglior prestazione personale stagionale                     |

## Campionati nazionali
2019
- Oro ai campionati ugandesi di corsa campestre

2024
- Oro ai campionati ugandesi di corsa campestre - 29'04"

## Altre competizioni internazionali
2017
- Oro al Cross Internacional de Soria ( Soria) - 28'37"
- 12º al Prefontaine Classic ( Eugene), 5000 m piani - 13'13"64

2018
- Oro al Cross Internacional de Soria ( Soria) - 30'11"
- 6º al Bauhaus-Galan ( Stoccolma), 5000 m piani - 13'19"66
- Oro al Giro al Sas ( Trento) - 28'17"
- Oro alla Cinque Mulini ( San Vittore Olona) - 34'00"
- Oro alla San Silvestre Vallecana ( Madrid) - 26'41"

2019
- Oro alla Great Manchester Run ( Manchester) - 27'31"
- Argento alla Corrida Internacional de São Silvestre ( San Paolo), 15 km - 43'00"
- Oro al Cross das Amendoeiras em Flor ( Albufeira) - 29'00"

2020
- Argento alla Mezza maratona di Valencia ( Valencia) - 57'37"
- Oro al Golden Gala Pietro Mennea ( Roma), 3000 m piani - 7'26"64

2021
- Oro al Campaccio ( San Giorgio su Legnano) - 29'07"
- Oro alla Mezza maratona di Lisbona ( Lisbona) - 57'31"
- 4º al Prefontaine Classic ( Eugene), 2 miglia - 8'10"16

2022
- Argento al Bauhaus-Galan ( Stoccolma), 3000 m piani - 7'29"55
- Oro alla Mezza maratona di Ras al-Khaima ( Ras al-Khaima) - 57'56"
- Oro alla Great North Run ( Newcastle upon Tyne) - 59'33"

2023
- Oro alla Mezza maratona di New York ( New York) - 1h01'31"
- Argento ai Bislett Games ( Oslo), 5000 m piani - 12'41"73
- 6º all'Herculis ( Monaco), 5000 m piani - 12'48"78
- Oro alla Zevenheuvelenloop ( Nimega), 15 km - 41'05"
- Oro al Cross de Atapuerca ( Atapuerca) - 26'00"

2024
- Bronzo ai Bislett Games ( Oslo), 5000 m piani - 12'40"96
- Argento alla Mezza maratona di Copenaghen ( Copenaghen) - 58'09"
- Oro alla Zevenheuvelenloop ( Nimega) - 40'42"
- Argento alla San Silvestre Vallecana ( Madrid) - 26'32"
- Oro alla Valencia Ibercaja ( Valencia) - 26'48"

2025
- Argento alla Maratona di Londra ( Londra) - 2h03'37"
- Oro alla Mezza maratona di Barcellona ( Barcellona) - 56'42"